# Кетрин Ема Малтвуд
Кетрин Ема Малтвуд је била писац и уметница у егзотеричном и окултном.

## Живот
Рођена је у Сепсворду у априлу 1878. године. Током њеног целог детинства, одгајања је да постане уметница. Њени родитељи су били прогресивни и они су помагали својој деци и потпоравили су их да иду напред подједнако свако дете, и подстицали их за стицање њиховог потенцијала. У својим формативним годинама уметничког образовања , Кетринине уметничке наклоњености су је привукле у модеран покрет уметности и заната. Мелтвудова је матурирала на Слејд школи ликовне уметности , универзитетски колеџ у Лондону од 1896. до 1897. године. Ту је проучавала скулптуре.
Била је фасцинирана будизмом, теозофијом, масонским ритуалима, духовност Богиња, египатском културом. Ове студијске теме су биле популарне међу средњим и вишим слојем друштва у Енглеској. Осим тога, њена обимна путничка улагања учинила су да јој објекти њене духовне радозналости приступе учењу и схватању помоћних значења и све је инспирисало њену скулптуру.
Малтвудова је 1925. године наручила да нацртају мапу која описује авантуре витезова краља Артура и Светог Ждрала. Предмет је постао популаран у викторијанској ери. Док је истраживала, тврдила је да су слике зодијака дизајнирани у кругу, на пољима Сомерсета - на самим пољима на којима су се појавиле приче о краљу Артуру. Посветила је остатак живота истраживању, писању. Њена теорија о зодијаку је била комбинација сумерских, тозофским, зидарских, египатских, раног Хришћанства и розикруцијанства.
Преселила се у Викторију, Канада, 1938. године са супругом због разочарења са државама Европе. Била је пуна храбрости. Придружила се локалној уметничкој заједници која је била креирана од стране њене другарице, Ине Утоф, која је била позната уметница, која је такође била и наставница уметности и администрације.
Кетрин је допринела два дела на годишњој изложби Друштва уметности и обрта Исланда 1941. године.
На изложбу је ушла са две скулптуре: Бог ватре Маун Рајине у индијском профилу, и Аскрипција, као бронзана фигура. Постакла је своју родицу Елизабет Дуер да излаже.
Кетрин је такође уживала и обожавала скицирање. На њене приче о природи, утицала је Емили Кар, од које је куповала слике. Кетерин Ема Малтвуд је наставила да скицира и скулптира све док није умрла 1961. године.

## Гластонберијски зодијак
Галерија чува уметничке објекте који су Малтвудови стекли током њиховог путовања светом и тако даље. Лична писма која су слали једно другом се такође налазе ту.

## Кратак садржај
У Великој Британији је 1929. године изашла једна књига која је проузроковала жестоке расправе. Енглеска вајарка Кетрин, наиме у својој књизи је тврдила да је у околини енглеског градића открила огромне фигуре, које су делом биле од природних, а дјелом од вештачких материјала, и које се у једном кругу, помера око 50 км, представљале 12 знакова зодијака. Центром овог огромног зодијака она је сматрала скоро 200 метара високу, руином једног црквеног звоника крунисану брдску купу - Глабстонбери тор који је повезала с легендом о Артуру.